# Загальногеологічний заказник

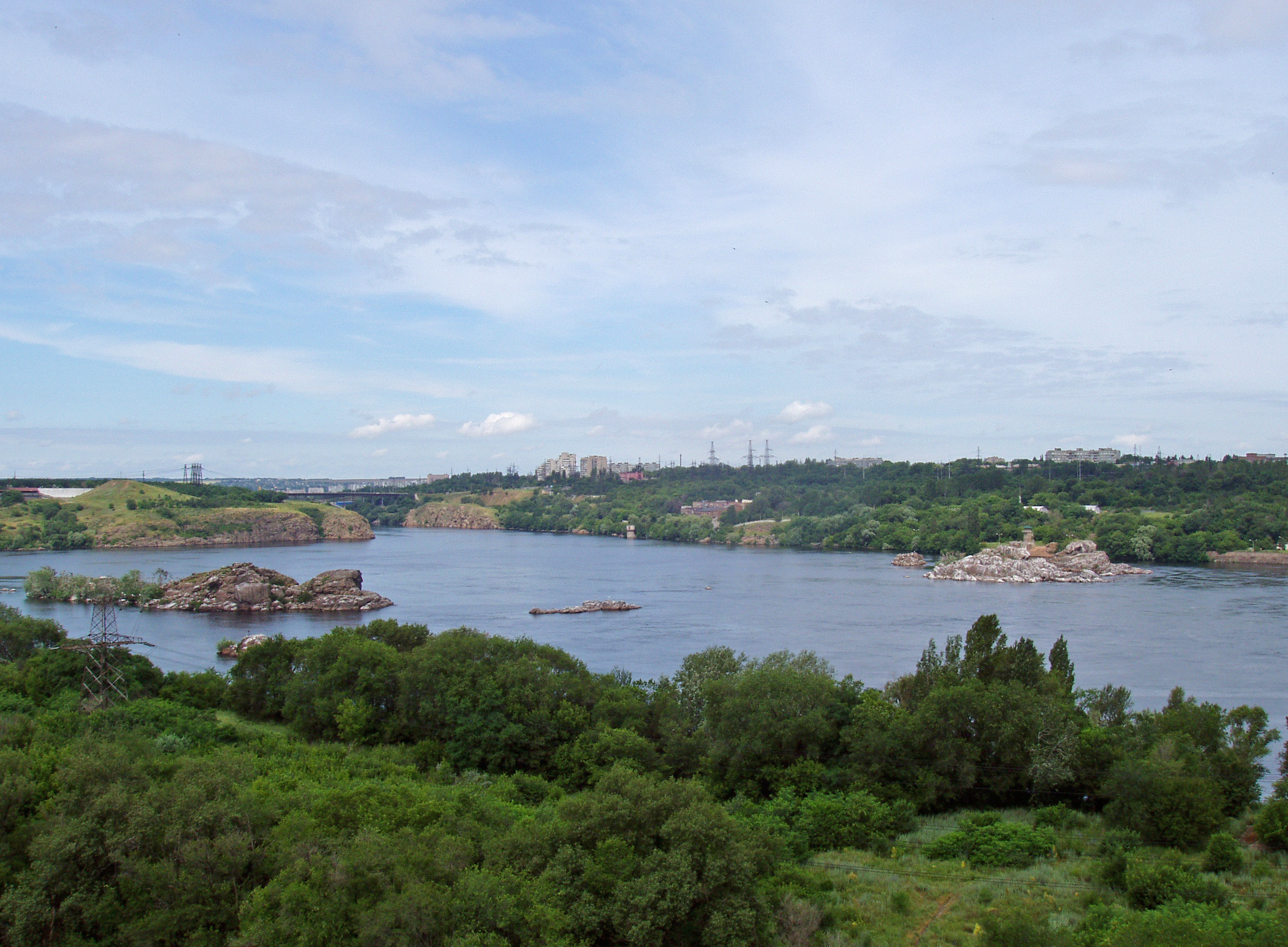
Загальногеологічний заказник загальнодержавного значення Дніпровські пороги
(Запорізька область, Україна)

Загальногеологічний заказник — природно-заповідна територія, що створюється задля забезпечення охорони унікальних або рідкісних геологічних утворень, таких як печери, геологічні відслонення з оригінальними формами рельєфу, скелі, каньйони, місця знаходження залишків флори і фауни минулих епох. Також можуть охоронятися цінні фрагменти неживої природи.
В Україні станом на початок 2014 року існує 5 загальногеологічних заказників загальнодержавного та 10 місцевого значення.